# Olympische Sommerspiele 1984/Leichtathletik – 400 m Hürden (Männer)

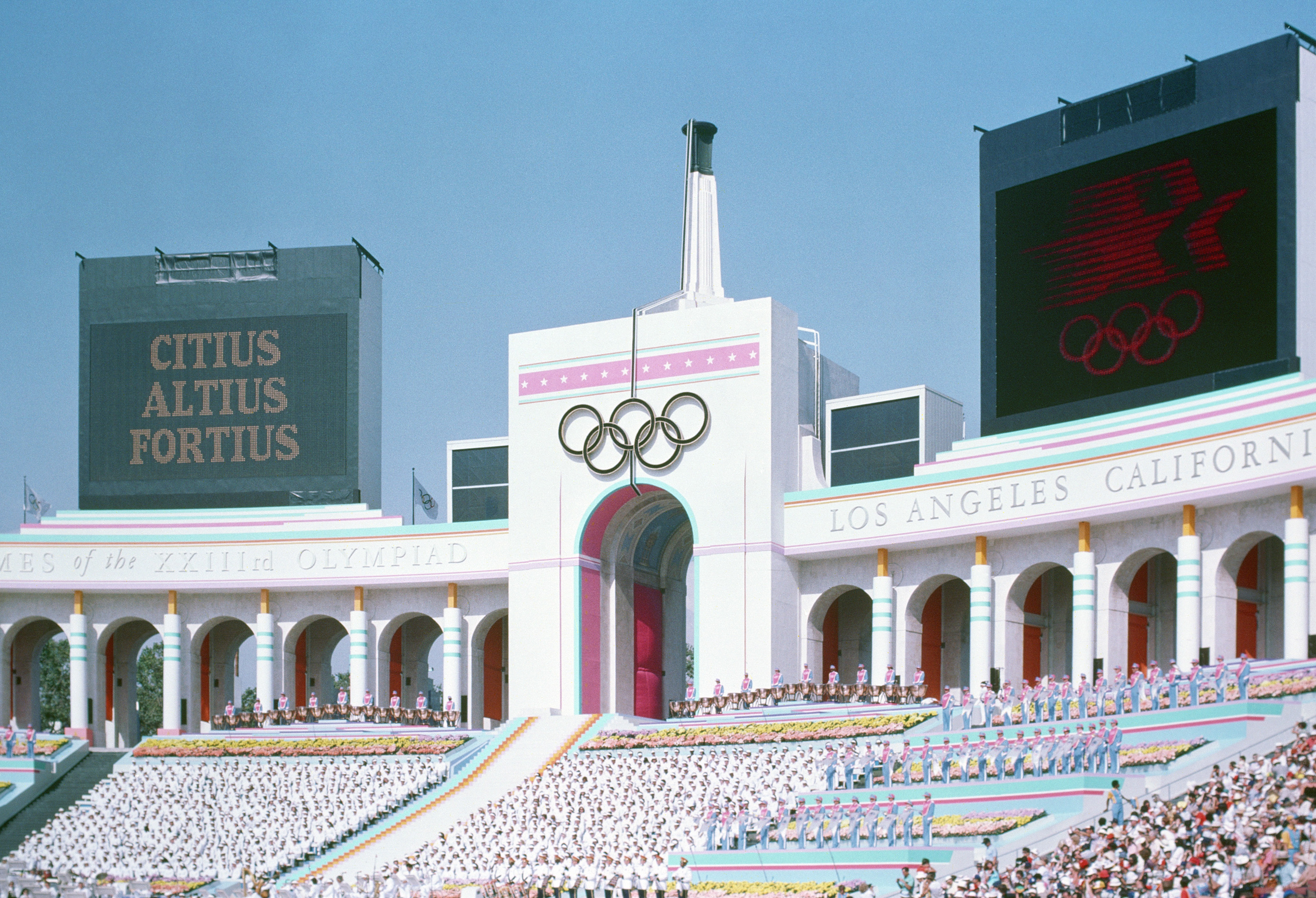
Blick auf des Eingangstor des Los Angeles Memorial Coliseum

Der 400-Meter-Hürdenlauf der Männer bei den Olympischen Spielen 1984 in Los Angeles wurde am 3., 4. und 5. August 1984 im Los Angeles Memorial Coliseum ausgetragen. 45 Athleten nahmen teil.
Olympiasieger wurde der US-Amerikaner Edwin Moses. Er gewann vor seinem Landsmann Danny Harris und Harald Schmid aus der Bundesrepublik Deutschland.
Ein weiterer Läufer aus der Bundesrepublik war Uwe Schmitt, der im Halbfinale ausschied.

Für die Schweiz startete Franz Meier, der ebenfalls im Halbfinale ausschied.

Der Österreicher Thomas Futterknecht scheiterte in der Vorrunde.

Läufer aus Liechtenstein nahmen nicht teil. Athleten aus der DDR waren wegen des Olympiaboykotts ebenfalls nicht dabei.

## Aktuelle Titelträger
| Olympiasieger 1980                      | Volker Beck ( DDR)              | 48,70 s | Moskau 1980   |
| Weltmeister 1983                        | Edwin Moses ( USA)              | 47,50 s | Helsinki 1983 |
| Europameister 1982                      | Harald Schmid ( BR Deutschland) | 47,48 s | Athen 1982    |
| Panamerikanischer Meister 1983          | Frank Montiéh ( Kuba)           | 50,02 s | Caracas 1983  |
| Zentralamerika und Karibik-Meister 1983 | David Charlton ( Bahamas)       | 50,07 s | Havanna 1983  |
| Südamerika-Meister 1983                 | Pedro Chiamulera ( Brasilien)   | 52,2 s  | Santa Fe 1983 |
| Asienmeister 1983                       | Ahmed Hamada ( Bahrain)         | 49,43 s | Kuwait 1983   |
| Afrikameister 1982                      | Amadou Dia Ba ( Senegal)        | 49,55 s | Kairo 1982    |

## Bestehende Rekorde
| Weltrekord         | 47,02 s | Edwin Moses ( USA) | Koblenz, BR Deutschland    | 31. August 1983 |
| Olympischer Rekord | 47,63 s | Edwin Moses ( USA) | Finale OS Montreal, Kanada | 25. Juli 1976   |

Der bestehende olympische Rekord wurde bei diesen Spielen nicht erreicht. Im schnellsten Rennen, dem Finale, verfehlte Olympiasieger Edwin Moses mit 47,75 s seinen eigenen Rekord um zwölf Hundertstelsekunden. Zu seinem eigenen Weltrekord fehlten ihm 73 Hundertstelsekunden.

## Vorrunde
Datum: 3. August 1984
In der Vorrunde wurden die 45 Teilnehmer in sechs Läufe gelost. Für das Halbfinale qualifizierten sich pro Lauf die ersten zwei Athleten. Darüber hinaus kamen die vier Zeitschnellsten, die sogenannten Lucky Loser, weiter. Die direkt qualifizierten Athleten sind hellblau, die Lucky Loser hellgrün unterlegt.
Ahmed Hamada in Lauf vier war der erste Leichtathlet, der für das Königreich Bahrain bei Olympischen Spielen antrat.
Mit 49,33 s lief Edwin Moses aus den USA in Lauf eins die schnellste Vorlaufzeit. Die langsamste Zeit, mit der ein Athlet ins Halbfinale kam, betrug 50,46 s, die Greg Rolle in Lauf sechs erzielte. Der schnellste Athlet, der sich nicht qualifizieren konnte, war der Japaner Shigenori Omori, der in Lauf zwei mit 50,14 s ausschied.

### Vorlauf 1
| Platz | Name                  | Nation         | Zeit    |
| ----- | --------------------- | -------------- | ------- |
| 1     | Edwin Moses           | USA            | 49,33 s |
| 2     | Antônio Dias Ferreira | Brasilien      | 49,85 s |
| 3     | Michel Zimmermann     | Belgien        | 49,90 s |
| 4     | Thomas Futterknecht   | Österreich     | 50,25 s |
| 5     | Thomas Nyberg         | Schweden       | 50,47 s |
| 6     | Gérard Brunel         | Frankreich     | 50,99 s |
| 7     | Ahmed Ghanem          | Ägypten        | 51,08 s |
| 8     | Phil Beattie          | Großbritannien | 51,27 s |

### Vorlauf 2
| Platz | Name              | Nation         | Zeit    |
| ----- | ----------------- | -------------- | ------- |
| 1     | Harald Schmid     | BR Deutschland | 49,34 s |
| 2     | Karl Smith        | Jamaika        | 49,66 s |
| 3     | Franz Meier       | Schweiz        | 49,81 s |
| 4     | Rik Tommelein     | Belgien        | 50,05 s |
| 5     | Shigenori Omori   | Japan          | 50,14 s |
| 6     | Georgios Vamvakis | Griechenland   | 50,39 s |
| 7     | Oswaldo Zea       | Venezuela      | 51,44 s |

### Vorlauf 3
| Platz | Name                   | Nation         | Zeit    |
| ----- | ---------------------- | -------------- | ------- |
| 1     | Sven Nylander          | Schweden       | 49,88 s |
| 2     | Ryoichi Yoshida        | Japan          | 50,24 s |
| 3     | René Djédjémel Mélédjé | Elfenbeinküste | 50,27 s |
| 4     | Peter Rwamuhanda       | Uganda         | 50,55 s |
| 5     | Franck Jonot           | Frankreich     | 51,39 s |
| 6     | Martin Gillingham      | Großbritannien | 52,15 s |
| 7     | Vincent Confait        | Seychellen     | 53,62 s |
| 8     | Nicolás Chaparro       | Paraguay       | 56,98 s |

### Vorlauf 4
| Platz | Name                    | Nation         | Zeit    |
| ----- | ----------------------- | -------------- | ------- |
| 1     | Tranel Hawkins          | USA            | 49,51 s |
| 2     | Simon Kitur             | Kenia          | 49,70 s |
| 3     | Uwe Schmitt             | BR Deutschland | 49,77 s |
| 4     | Ahmed Hamada            | Bahrain        | 50,62 s |
| 5     | Ian Newhouse            | Kanada         | 51,14 s |
| 6     | Christer Gullstrand     | Schweden       | 51,27 s |
| 7     | Jean-Pierre Abossolo-Ze | Kamerun        | 52,85 s |
| 8     | Domingos Mendes         | Mosambik       | 54,52 s |

### Vorlauf 5
| Platz | Name            | Nation                       | Zeit    |
| ----- | --------------- | ---------------------------- | ------- |
| 1     | Amadou Dia Ba   | Senegal                      | 49,94 s |
| 2     | Henry Amike     | Nigeria                      | 50,11 s |
| 3     | Ken Gray        | Jamaika                      | 50,46 s |
| 4     | Martin Briggs   | Großbritannien               | 50,62 s |
| 5     | Pierre Leveille | Kanada                       | 51,47 s |
| 6     | Meshak Munyoro  | Kenia                        | 51,99 s |
| 7     | Faustin Butéra  | Ruanda                       | 54,36 s |
| 8     | Ibrahim Khamis  | Vereinigte Arabische Emirate | 55,50 s |

### Vorlauf 6
| Platz | Name                    | Nation              | Zeit    |
| ----- | ----------------------- | ------------------- | ------- |
| 1     | Danny Harris            | USA                 | 49,81 s |
| 2     | Greg Rolle              | Bahamas             | 50,41 s |
| 3     | Lloyd Guss              | Kanada              | 51,02 s |
| 4     | Athanassios Kalogiannis | Griechenland        | 50,62 s |
| 5     | Jasem al-Dowaila        | Kuwait              | 51,45 s |
| DNF   | José Alonso             | Spanien             |         |
| DNF   | Alphonse Mandonda       | Volksrepublik Kongo |         |

## Halbfinale
Datum: 4. August 1984
In den beiden Halbfinalläufen qualifizierten sich jeweils die ersten Vier (hellblau unterlegt) für das Finale.
Die schnellste Halbfinalzeit lief Edwin Moses mit 48,51 s in Lauf eins.

### Lauf 1
| Platz | Name                  | Nation         | Zeit    |
| ----- | --------------------- | -------------- | ------- |
| 1     | Edwin Moses           | USA            | 48,51 s |
| 2     | Tranel Hawkins        | USA            | 48,94 s |
| 3     | Amadou Dia Ba         | Senegal        | 49,44 s |
| 4     | Michel Zimmermann     | Belgien        | 49,79 s |
| 5     | Simon Kitur           | Kenia          | 49,80 s |
| 6     | Uwe Schmitt           | BR Deutschland | 50,08 s |
| 7     | Greg Rolle            | Bahamas        | 50,16 s |
| 8     | Antônio Dias Ferreira | Brasilien      | 50,70 s |

### Lauf 2
| Platz | Name            | Nation         | Zeit    |
| ----- | --------------- | -------------- | ------- |
| 1     | Danny Harris    | USA            | 48,92 s |
| 2     | Sven Nylander   | Schweden       | 49,03 s |
| 3     | Harald Schmid   | BR Deutschland | 49,04 s |
| 4     | Henry Amike     | Nigeria        | 49,36 s |
| 5     | Karl Smith      | Jamaika        | 49,58 s |
| 6     | Franz Meier     | Schweiz        | 49,89 s |
| 7     | Ryoichi Yoshida | Japan          | 49,92 s |
| 8     | Rik Tommelein   | Belgien        | 50,06 s |

## Finale
- Olympiasieger Edwin Moses
(Foto: Weltmeisterschaften 1987)

Datum: 5. August 1984
| Platz | Name              | Nation         | Zeit    |
| ----- | ----------------- | -------------- | ------- |
| 1     | Edwin Moses       | USA            | 47,75 s |
| 2     | Danny Harris      | USA            | 48,13 s |
| 3     | Harald Schmid     | BR Deutschland | 48,19 s |
| 4     | Sven Nylander     | Schweden       | 48,97 s |
| 5     | Amadou Dia Ba     | Senegal        | 49,28 s |
| 6     | Tranel Hawkins    | USA            | 49,42 s |
| 7     | Michel Zimmermann | Belgien        | 50,69 s |
| 8     | Henry Amike       | Nigeria        | 53,78 s |

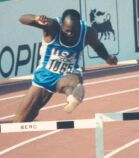
Olympiasieger Edwin Moses (Foto: Weltmeisterschaften 1987)

Für das Finale hatten sich drei US-Amerikaner sowie jeweils ein Athlet aus Nigeria, der Bundesrepublik Deutschland, dem Senegal, Schweden und Belgien qualifiziert.
Topfavorit war Edwin Moses, Olympiasieger von 1976 und Weltmeister von 1983. Als Herausforderer galten sein Landsmann Danny Harris und der bundesdeutsche Athlet Harald Schmid, Europameister von 1978 und 1982 sowie Vizeweltmeister von 1983.
Im Finale verursachte Moses einen Fehlstart. Beim zweiten Versuch war Moses der Schnellste aus den Blöcken und hatte an der fünften Hürde einen Vorsprung von einer halben Sekunde auf Schmid. Während Moses ungehindert zum Olympiasieg lief, konnte Harris seinen bundesdeutschen Konkurrenten an der neunten Hürde abfangen. Im Endspurt schob sich Harris an Schmid vorbei auf Platz zwei. Schmid gewann die Bronzemedaille.
Im achtzehnten olympischen Finale lief Edwin Moses zum dreizehnten US-Sieg. Gleichzeitig war es der siebte Doppelsieg für die USA in dieser Disziplin.

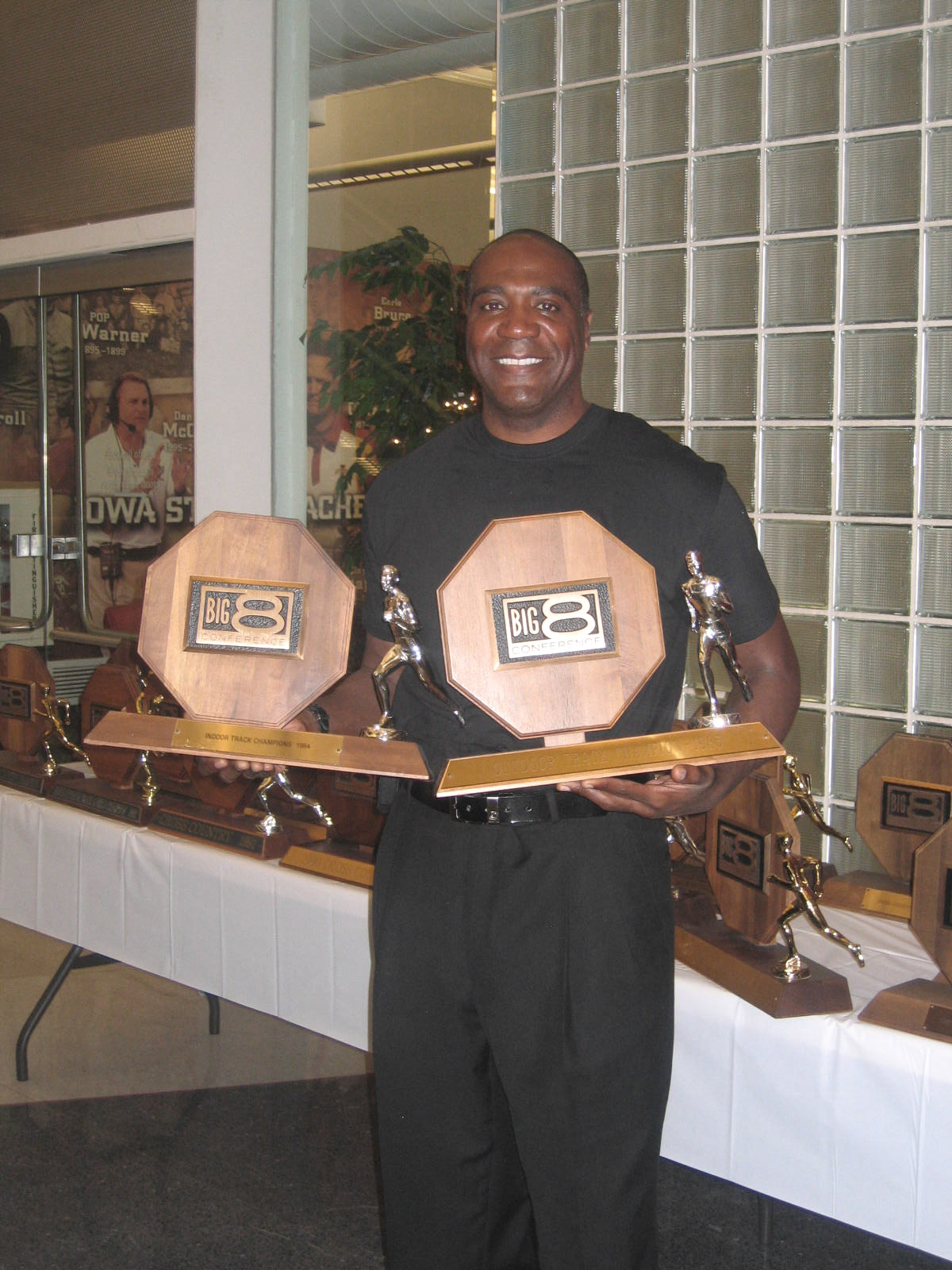
Silbermedaillengewinner Danny Harris (hier mit einigen seiner Trophäen im Jahr 2008)
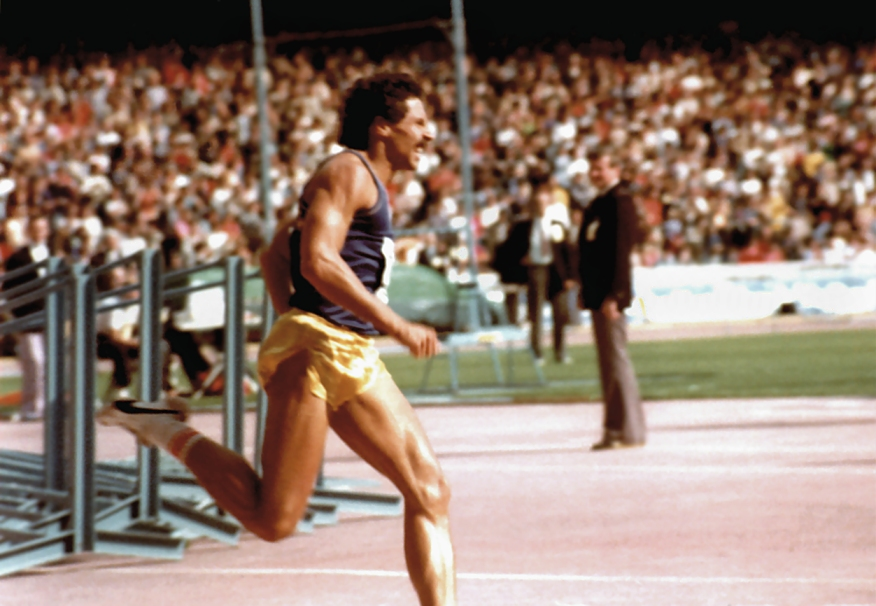
Der zweifache Europameister (1978/1982) Harald Schmid gewann die Bronzemedaille
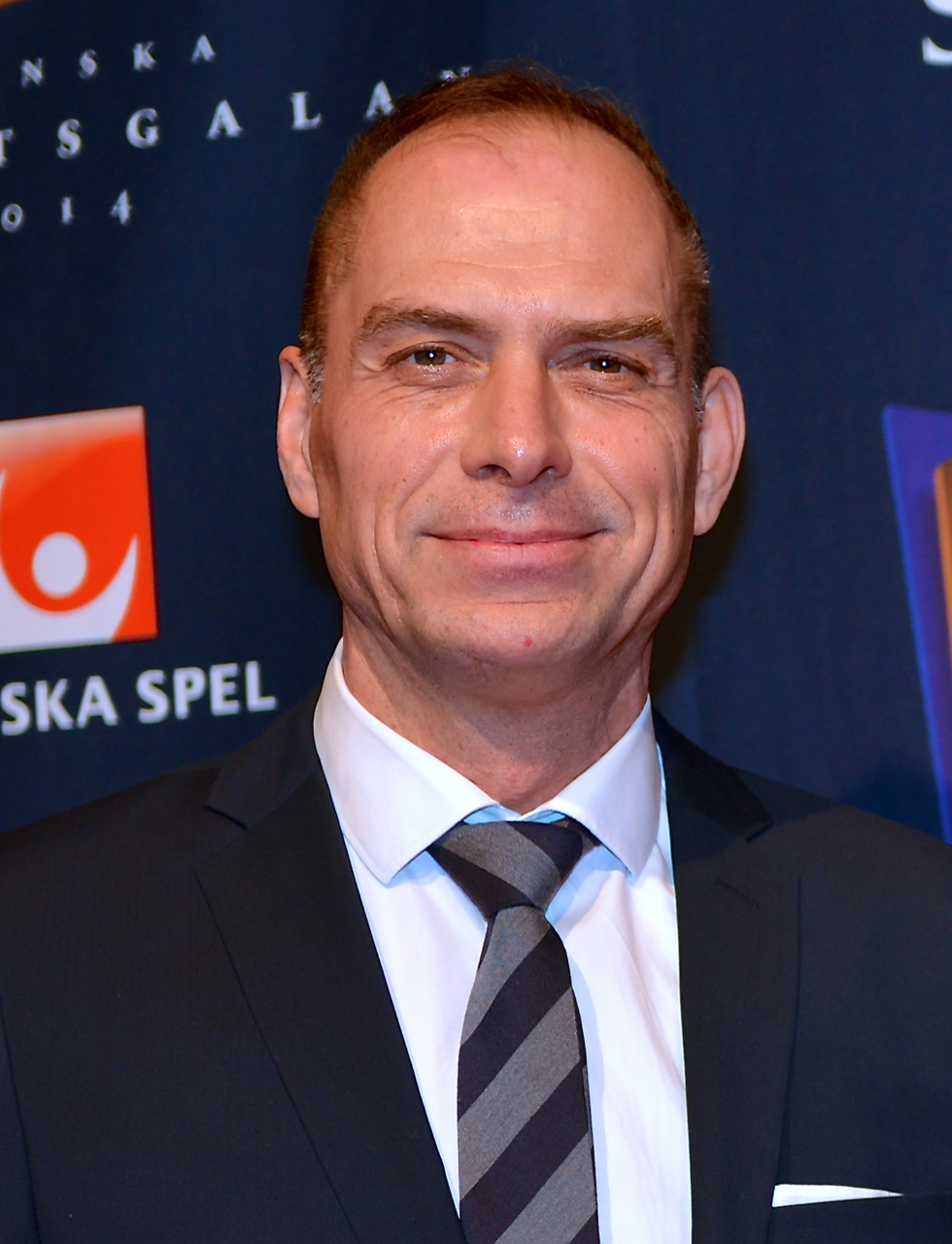
Sven Nylander (Foto: 2014) kam auf den vierten Platz

## Videolinks
- Athletics - Men's 400M Hurdles - Los Angeles 1984 Summer Olympic Games, youtube.com, abgerufen am 9. November 2021
- Olympics - 1984 Los Angeles - Track - Mens 400m Hurdles Finals - USA Edwin Moses imasportsphile, youtube.com, abgerufen am 7. Januar 2018